# Maurice Corneil de Thoran

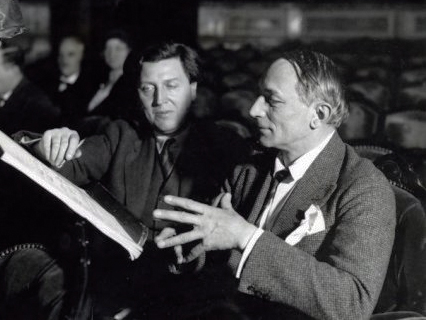
Alban Berg en Maurice Corneil de Thoran (1932)

Maurice Corneil de Thoran (Luik, 15 januari 1881 - Brussel, 6 januari 1953), zoon van Paul Ernest de Thoran, was een Belgisch musicus.

## Biografie
Na een pianist en begeleider te zijn geweest in 1902, en na een periode als dirigent in Frankrijk, keerde Corneil de Thoran terug naar België om er een loopbaan uit te bouwen. Hij was een perfectionist en slaagde erin om de muzikale creativiteit van de vroege 20ste eeuw een nieuwe glans te geven. Op deze manier vergaarde hij enige bekendheid in de operawereld.
Corneil de Thoran was dirigent en directeur van de Koninklijke Muntschouwburg van Brussel. Deze positie deelde hij met Jean Van Glabbeke en Paul Spaak van 1920 tot 1943. Vanaf 1943 leidde hij de schouwburg alleen tot zijn dood in 1953.
- Bibliothèque nationale de France: cb15590923q (data)
- International Standard Name Identifier: 0000 0000 0189 1707
- MusicBrainz: a6d131c2-7bac-4d35-83d5-aa0c0dd47265
- Virtual International Authority File: 34774545